# Elena Mederos Cabaña
Elena Inés Mederos y Cabañas de González (13 janvier 1900 - 25 septembre 1981) est une militante cubaine des droits humains et des droits des femmes, féministe et réformatrice sociale.
Après un doctorat de l'École de pharmacie obtenu à l'université de La Havane, Elena Mederos s'investit dans le domaine des affaires sociales, notamment en direction des enfants. En 1930, féministe convaincue, elle représente Cuba lors de la Commission interaméricaine des femmes.
Elle soutient, du moins à son début, l'accession au pouvoir de Fidel Castro. En 1959, elle participe au gouvernement de Manuel Urrutia Lleó comme ministre du Travail social — elle est alors la seule femme du gouvernement. Cependant, en désaccord avec les nouvelles orientations communistes du régime castriste, elle est démise de ses fonctions et assignée à résidence jusqu’à son exil aux États-Unis en 1961. Elle travaille pour l'UNICEF, d'abord à Bogota puis à New York. Dans les années 1970, Elena Mederos fonde la revue Of Human Rights afin de soutenir des prisonniers politiques cubains et aider à leurs libérations.

## Biographie
Ses parents, proches de José Martí, s'exilent à Tampa en Floride, où ils ont deux premiers enfants. Ils reviennent à Cuba  quand l'île obtient son indépendance de l'Espagne. Ainsi, Elena naît à La Havane le 13 janvier 1900. Après des études réussies, elle obtient un doctorat de l'École de pharmacie de l'université de La Havane, une profession qu'elle n'a pas exercée.

### Militante sociale et féministe
Le 2 juillet 1924, Elena Mederos se marie avec un jeune avocat, Hilario González Arrieta. Elle est à l'origine de l'École des services sociaux de l'université de La Havane et de la Fondation des services sociaux, qui permet d'élaborer les programmes destinés aux structures d'accueil des enfants cubains.
En février 1930, Elena Mederos Cabaña représente Cuba lors de la Commission interaméricaine des femmes qui se tient à La Havane.
De 1931 à 1961, elle participe à la fondation du Lyceum Lawn, une association qui promeut des échanges sur diverses opinions politiques, octroie des bourses aux femmes, tient une bibliothèque ouverte à tous et organise des expositions d'œuvres d'art. Elle en est la présidente et la trésorière à plusieurs reprises,.
Le mouvement féministe cubain auquel Elena Mederos adhère obtient en 1934 le droit de vote pour les femmes, sous la présidence de Ramón Grau San Martín. Toujours en 1934, une loi impose l'égalité du droit au travail pour les femmes,.

### Révolution cubaine
Quand Cuba subit les régimes dictatoriaux des généraux Gerardo Machado (1925-1933) et Fulgencio Batista (1952-1959), Elena Mederos rejoint des groupes d'opposition pour œuvrer à la destitution des dictateurs. Ainsi, elle soutient le mouvement révolutionnaire initié par Fidel Castro, qui combat le gouvernement de Fulgencio Batista.
Après l'accession au pouvoir de Fidel Castro en janvier 1959, elle participe au nouveau gouvernement, dirigé par Manuel Urrutia Lleó, et devient la ministre des Affaires sociales. Seule femme au gouvernement, elle s'investit pleinement pour améliorer la vie des paysans, des habitants des bidonvilles, des enfants et des mères pauvres. Mais, militante anti-communiste, elle est en décalage avec les orientations du nouveau régime castriste. Par ailleurs, elle conteste la décision de Fidel Castro de rejuger quarante quatre aviateurs de l'ancienne armée cubaine et acquittés par un tribunal de Santiago. Fidel Castro déclare : « La justice révolutionnaire n'est pas fondée sur les préceptes légaux mais sur une conviction morale ». Les aviateurs sont alors condamnés. Quelques semaines plus tard, Elena Mederos Cabaña est démise de ses fonctions, ainsi que de cinq autres ministres, qui, selon Fidel Castro, ne partagent pas « les idéaux de la Révolution »,.

### Exil aux États-Unis
Elena Mederos est assignée à résidence jusqu’à son exil en 1961 aux États-Unis avec sa fille María Elena, son mari étant décédé en 1954. Elle s'investit alors dans le Fonds des Nations unies pour l'enfance (UNICEF). Dans un premier temps, pendant plus de deux ans, elle est basée à Bogota, où elle assure la responsabilité de la région nord de l'Amérique du Sud. Elle travaille en particulier afin d'assurer la protection des enfants sans-abri de la région et traite des conséquences des violences issues de la guérilla. Puis en 1964, elle rejoint New York, afin de diriger le Bureau de liaison de l’UNICEF avec toutes les organisations non gouvernementales du monde,.
Dans les années 1970, avec le soutien d'amis cubains, dont Frank Calzon, Elena Mederos Cabaña fonde la revue Of Human Rights, qui prend en charge le dénombrement de Cubains victimes d’exécutions sommaires lors de la révolution cubaine et des prisonniers du régime castriste. Cette base de donnée est notamment destinée aux universitaires et hommes politiques américains afin qu'ils interviennent en faveur des prisonniers politiques cubains. Elle organise aussi un lobby constitué d'exilés cubains qui a contribué à la libération de milliers de prisonniers politiques à Cuba.
Elle meurt le 25 septembre 1981 à Washington. Le prix Elena Mederos a été créé en son honneur.